# Майкл Герст
Майкл Герст (англ. Michael Hurst; 20 вересня 1957) — новозеландський актор, режисер і сценарист, найбільш відомий за роллю Іолая в телесеріалі 1990-х років «Геркулес: Легендарні подорожі» та його спін-офі «Ксена: принцеса-воїн». У 2010-х роках зіграв помітні ролі в телесеріалах «Спартак: Кров та пісок» та «Еш проти зловісних мерців» каналу Starz. Кавалер ордена Заслуг.

## Біографія
Майкл Ерік Герст (англ. Michael Eric Hurst) народився у вересні 1957 в англійському місті Ланкашир. Коли йому було сім років, його сім'я, де Майкл був старшим з чотирьох синів, переїхала в новозеландське місто Крайстчерч. Там він закінчив середню школу, а потім протягом року навчався в університеті Кентербері.
На кіноекранах Герст дебютував у 1981 році, а першу велику роль зіграв у 1984 у фільмі «Буйство смерті»(англ.), першому новозеландському фільмі-сплеттері. Картина отримала головний приз на фестивалі фантастичних фільмів у Парижі, завдяки чому Герст вперше привернув до себе увагу глядачів. У тому ж році він отримав роль Дейва Нельсона в серіалі «Герої», де він знімався протягом наступних двох років.
У 1985 році Майкл вперше з'явився на кіноекранах зі своєю майбутньою дружиною Дженніфер Ворд-Ліланд у фільмі «Небезпечні сироти», з якою до цього вже кілька разів грав разом на театральній сцені. Їхнє весілля відбулося в 1988 році, після чого вони ще тричі знялися разом у фільмах «Слід людини» (1992), «Відчайдушні заходи» (1993) і «Я зроблю тебе щасливим» (1999). У 1997 році Дженніфер народила їхнього першого сина Джека, через два роки у них народився ще один хлопчик, що отримав ім'я Кемерон.
Найбільшого успіху Майкл Герст досягнув в 1994 році, коли виконав роль Іолая в телефільмі «Геркулес і амазонки», який послужив початком для запуску популярного телесеріалу «Геркулес: Легендарні подорожі». Протягом усіх років зйомок з 1995 по 1999 Герст був одним з основних персонажів у цьому серіалі, а також пару раз з'явився в тій же ролі в серіалі «Ксена: принцеса-воїн». У 1995 році Герст виступив режисером двох епізодів серіалу про Геркулеса, за який в 1997 і в 1999 році став володарем Новозеландської кіно- і телепремії. Його першим режисерським дебютом у повнометражному кіно стала картина «Ювілей», що вийшла на екрани в 2000 році.
Одні з останніх своїх ролей Герст зіграв у фільмах «Татуювальник» (2007) і «Стервозні штучки» (2009), а також в телесеріалах «Пригоди Меддіґанів» (2005) і «Легенда про Шукача» (2009).
У 2003 році Майкл Герст став лауреатом премії Художнього фонду Нової Зеландії. У 2005 році він був зведений в ранг офіцера Ордена за заслуги перед Новою Зеландією за його внесок в кіно і театр.
У 2010 році він зіграв невелику роль в одній серії новозеландського комедійного серіалу «Всемогутні Джонсони» (англ. The Almighty Johnsons).
Останнім часом Майкл працює режисером на зйомках серіалів «Спартак: Боги арени» і «Спартак: Кров і пісок», в останньому він виконав епізодичну роль римського вісника.

## Фільмографія

### Актор
| Рік       |    | Українська назва                              | Оригінальна назва                                                    | Роль                         |
| --------- | -- | --------------------------------------------- | -------------------------------------------------------------------- | ---------------------------- |
| 2022      | ф  |                                               | Northspur                                                            | Ґрін                         |
| 2021      | с  | Моє життя — убивство                          | My Life Is Murder                                                    | Отто Кляйн                   |
| 2021      | мс |                                               | Power Rangers: Dino Fury                                             | вартовий Небіро              |
| 2021      | с  | Спільне підприємство (мінісеріал)             | Joint Venture                                                        | Карл                         |
| 2021      | с  |                                               | Mystic                                                               | Річард                       |
| 2020      | ф  |                                               | Dead                                                                 | Росс Марбек                  |
| 2017—2019 | с  | Вестсайд                                      | Westside                                                             | ув’язнений / донор крові     |
| 2018      | ф  |                                               | Vermilion                                                            | курильник                    |
| 2018      | с  | Пригоди Сюзі Бун                              | The Adventures of Suzy Boon                                          | Майкл                        |
| 2016      | с  |                                               | High Road                                                            | Режисер                      |
| 2016      | с  | Террі Тео                                     | Terry Teo                                                            | Корнеліус Джонс              |
| 2014      | кф | Смерть заходить у бар                         | Death Walks Into a Bar                                               | Бог війни                    |
| 2012—2014 | с  | Вражаючий Окленд                              | Auckland Daze (TV Series)                                            | Майкл                        |
| 2012      | кф |                                               | Inorganic                                                            | Бретт                        |
| 2012      | вг |                                               | Path of Exile                                                        | імператор Ізаро              |
| 2012      | с  | Всемогутні Джонсони                           | The Almighty Johnsons                                                | Квасір                       |
| 2012      | с  | Спартак: Кров та пісок                        | Spartacus: Blood and Sand                                            | римський посланець           |
| 2009      | ф  | Ляпас / Стервозні штучки                      | Bitch Slap                                                           | Гейдж                        |
| 2009      | с  | Легенда про Шукача                            | Legend of the Seeker                                                 | Амфортас                     |
| 2008      | ф  |                                               | The Map Reader                                                       | батько Елісон                |
| 2007      | мс |                                               | The Adventures of Voopa the Goolash                                  | Мугабі                       |
| 2007      | ф  | Ми тут, щоб допомогти                         | We're Here to Help                                                   | Родні Гайд                   |
| 2007      | ф  | Останнє магічне шоу                           | The Last Magic Show                                                  | Тревор Нортон                |
| 2007      | ф  | Татуювальник                                  | The Tattooist                                                        | Креш                         |
| 2006      | ф  | Острів скарбів: Таємниця морського чудовища   | Treasure Island Kids: The Monster of Treasure Island                 | льотчик                      |
| 2006      | с  | Пригоди Меддіґанів                            | Maddigan's Quest                                                     | Маска                        |
| 2005      | мс | Могутні Рейнджери: Космічний патруль «Дельта» | Power Rangers S.P.D.                                                 | Сілвергед                    |
| 2004      | кф | Анчоусів не треба                             | Hold the Anchovies                                                   | менеджер                     |
| 2004      | ф  | Надломлені                                    | Fracture                                                             | Атол Піт                     |
| 2003      | мс | Могутні рейнджери: Шторм ніндзя               | Power Rangers Ninja Storm                                            | Ді-джей Драммонд / Вексакус  |
| 2003      | с  | Шортланд-стріт                                | Shortland Street                                                     | Грег Віцеліч                 |
| 2002      | кф | Мед                                           | Honey                                                                | Нік                          |
| 2002      | с  | Матаку                                        | Mataku                                                               | Доктор Форбс                 |
| 2002      | с  | Андромеда                                     | Andromeda                                                            | Раян                         |
| 2001      | тф | Людина, яка мала все                          | The Man Who Has Everything                                           | Джордж Олвелл                |
| 2001      | кф |                                               | Love Mussel                                                          | Стівен Джессоп               |
| 1995—2001 | с  | Ксена: принцеса-воїн                          | Xena: Warrior Princess                                               | Іолай / Харон / Найджел      |
| 2000      | с  | Джек-шибайголова                              | Jack of All Trades                                                   | капітан Нардо да Вінчі       |
| 2000      | с  |                                               | Topp Twins III                                                       | знаменитий гольфіст          |
| 1995—1999 | с  | Геркулес: Легендарні подорожі                 | Hercules: The Legendary Journeys                                     | Іолай та інші                |
| 1999      | с  | Дагган                                        | Duggan                                                               | Майкл Тейлор                 |
| 1999      | ф  | Я зроблю тебе щасливим                        | I'll Make You Happy                                                  | Лу                           |
| 1998      | с  | Юний Геркулес                                 | Young Hercules (1998-1999)                                           | Харон                        |
| 1998      | в  | Юний Геркулес                                 | Young Hercules                                                       | ювелір                       |
| 1998      | мф | Геркулес і Ксена: Битва за Олімп              | Hercules and Xena — The Animated Movie: The Battle for Mount Olympus | Іолай                        |
| 1997      | кф |                                               | A Moment Passing                                                     | Джої                         |
| 1997      | кф |                                               | Hercules & Xena: Wizards of the Screen                               | Іолай                        |
| 1997      | кф | Бар                                           | The Bar                                                              |                              |
| 1997      | тф |                                               | Highwater                                                            | Г'ю Ченс                     |
| 1995      | с  |                                               | The Hardy Boys                                                       | бармен                       |
| 1994      | тф | Геракл у лабіринті Мінотавра                  | Hercules in the Maze of the Minotaur                                 | Іолай                        |
| 1994      | тф | Геракл у підземному царстві                   | Hercules in the Underworld                                           | Харон                        |
| 1994      | тф | Геркулес і амазонки                           | Hercules and the Amazon Women                                        | Іолай                        |
| 1993      | тф |                                               | Typhon's People                                                      | Константін                   |
| 1992      | ф  | Відчайдушні заходи                            | Desperate Remedies                                                   | Вільям Пойзер                |
| 1992      | ф  | Слід людини                                   | The Footstep Man                                                     | Анрі де Тулуз-Лотрек         |
| 1990—1992 | с  | Театр Рея Бредбері                            | The Ray Bradbury Theater                                             | Роджер Шамвей / л-нт Сіммонс |
| 1991      | с  |                                               | For the Love of Mike                                                 | Лорі                         |
| 1990      | с  | Нові пригоди Чорної Красуні                   | The New Adventures of Black Beauty                                   | Керт                         |
| 1990      | с  | Акула в парку                                 | Shark in the Park                                                    | Девід Дженнінгс              |
| 1989      | с  | Тінь минулого (мінісеріал)                    | The Shadow Trader                                                    | Боб Гойл                     |
| 1986      | ф  | Небезпечні сироти                             | Dangerous Orphans                                                    | Мойр                         |
| 1984—1986 | с  | Герої                                         | Heroes (1984-1986)                                                   | Дейв Нельсон                 |
| 1985      | с  |                                               | Hanlon                                                               | Еліот / адвокат              |
| 1984      | ф  | Буйство смерті                                | Death Warmed Up                                                      | Майкл Такер                  |
| 1984      | с  |                                               | Country GP                                                           | Марк Слоун                   |
| 1984      | ф  |                                               | Constance                                                            | фотограф                     |
| 1983      | с  | По обидва боки паркану                        | Both Sides of the Fence                                              | Гарі Мак-Набб                |
| 1983      | ф  | Ув’язнені                                     | Prisoners                                                            | Ск'яно                       |
| 1982      | тф | Жертви миру                                   | Casualties of Peace                                                  | Пітер                        |
| 1982      | тф | Дафна і Хлоя                                  | Daphne and Chloe                                                     | Кевін Макдермотт             |
| 1976      | кф |                                               | A Silent Welcome                                                     | мотоцикліст                  |

#### Музикальні відео
- 1981 — «Don't Fight it Marsha, it's Bigger Than Both of Us» — Blam Blam Blam[en][3]

### Режисер, сценарист, продюсер
| Роки      | Вид   | Назва                                    | Оригінальна назва                                     | Режисер     | Сценарист | Продюсер    |
| --------- | ----- | ---------------------------------------- | ----------------------------------------------------- | ----------- | --------- | ----------- |
| 2021      | тс    | Могутні рейнджер: Діно Ф'юрі             | Power Rangers: Dino Fury                              | 6 епізодів  | ні        | ні          |
| 2021      | тс    | Моє життя — убивство                     | My Life Is Murder                                     | 2 епізоди   | ні        | ні          |
| 2021      | тс    |                                          | Mystic                                                | 5 епізодів  | ні        | ні          |
| 2016—2020 | тс    | Вестсайд                                 | Westside                                              | 17 епізодів | ні        | ні          |
| 2020      | тс    | Між двох світів                          | Between Two Worlds                                    | 2 епізоди   | ні        | ні          |
| 2020      | тс    | Мертві землі                             | The Dead Lands                                        | 4 епізоди   | ні        | ні          |
| 2016—2018 | тс    | 800 слів                                 | 800 Words                                             | 10 епізодів | ні        | ні          |
| 2016      | ф     | Парадокс                                 | Paradox                                               | так         | так       | ні          |
| 2016      | кф    | Повітряні кулі                           | Balloons                                              | так         | так       | ні          |
| 2015      | тс    | Еш проти зловісних мерців                | Ash vs Evil Dead                                      | 2 епізоди   | ні        | ні          |
| 2014—2015 | тс    |                                          | Step Dave                                             | 5 епізодів  | ні        | ні          |
| 2015      | тс    | Татау (мінісеріал)                       | Tatau                                                 | 2 епізоди   | ні        | ні          |
| 2014      | тс    |                                          | The Brokenwood Mysteries                              | 1 епізод    | ні        | ні          |
| 2013      | тс    | Всемогутні Джонсони                      | The Almighty Johnsons                                 | 2 епізоди   | ні        | ні          |
| 2010—2013 | тс    | Спартак: Кров та пісок                   | Spartacus: Blood and Sand                             | 7 епізодів  | ні        | 10 епізодів |
| 2011      | тс    | Спартак: Боги арени (мінісеріал)         | Spartacus: Gods of the Arena                          | 1 епізод    | ні        | ні          |
| 2009—2010 | тс    | Легенда про Шукача                       | Legend of the Seeker                                  | 7 епізодів  | ні        | ні          |
| 2006      | ф     | Острів скарбів: Таємниця острова скарбів | Treasure Island Kids: The Mystery of Treasure Island  | так         | ні        | ні          |
| 2006      | ф     | Острів скарбів: Чудовище острова скарбів | Treasure Island Kids: The Monster of Treasure Island  | так         | ні        | ні          |
| 2002      | відео |                                          | Dark Stories 3 (розділ «I'm So Lonesome I Could Cry») | так         | ні        | ні          |
| 2001      | тф    |                                          | Love Mussel                                           | так         | ні        | ні          |
| 1997—2001 | тс    | Ксена: принцеса-воїн                     | Xena: Warrior Princess                                | 6 епізодів  | ні        | ні          |
| 2000      | тс    | Майстер на всі руки                      | Jack of All Trades                                    | 2 епізоди   | ні        | ні          |
| 2000      | ф     |                                          | Jubilee                                               | так         | ні        | ні          |
| 1996—1999 | тс    | Геркулес: Легендарні подорожі            |                                                       | 6 епізодів  | ні        | ні          |
| 1997      | тф    |                                          | Amazon High                                           | так         | ні        | ні          |
| 1996      | кф    | Клоунська історія                        | Clown Story                                           | так         | так       | ні          |
| 1994      | кф    |                                          | I'm So Lonesome I Could Cry                           | так         | так       | ні          |
| 1976      | кф    |                                          | A Silent Welcome                                      | так         | так       | ні          |

## Нагороди та номінації
| Роки | Нагорода                                                   | Номінація                                 | Робота                                                  | Результат | Примітки                                                                 |
| ---- | ---------------------------------------------------------- | ----------------------------------------- | ------------------------------------------------------- | --------- | ------------------------------------------------------------------------ |
| 2019 | Приз Сеульського вебфестиваля (Seoul Webfest)              | Найкращий акторський склад                | Пригоди Сюзі Бун                                        | Номінація | разом із Курою Форрестер, Дженніфер Ворд‑Ліленд, Кейт Сіммондс та іншими |
| 2018 | Приз журі Новозеландського вебфестиваля (NZ Web Fest)      | Найкращий акторський склад                | Пригоди Сюзі Бун                                        | Номінація | разом із Курою Форрестер, Дженніфер Ворд‑Ліленд, Кейт Сіммондс та іншими |
| 1999 | Телепремія Нової Зеландії (New Zealand Film and TV Awards) | Найкращий режисер комедії                 | Геркулес: Легендарні подорожі (епізод «And Fancy Free») | Перемога  |                                                                          |
| 1997 | Телепремія Нової Зеландії (New Zealand Film and TV Awards) | Найкращий драматичний актор другого плану | Геркулес: Легендарні подорожі                           | Перемога  |                                                                          |